# Hans-Jürgen Augstein
Hans-Jürgen Augstein (* 16. Januar 1925 in Königsberg (Preußen); † 7. Oktober 2001 in Essen) war ein deutscher Politiker (SPD). Von 1972 bis 1980 gehörte er dem Deutschen Bundestag an.
Nach dem Abitur war Augstein im Obsthandel und im Bergbau tätig. Er studierte Jura in Köln. In den Jahren 1938 bis 1948 lebte er als Emigrant in Belgien. Nach seiner Rückkehr nach Deutschland wurde er 1949 SPD-Mitglied. Von 1959 bis 1962 war er Justitiar in Solingen. Von 1962 bis 1972 war er Stadtdirektor von Hattingen an der Ruhr. Augstein war in der siebten und achten Legislaturperiode, vom 13. Dezember 1972 bis zum 4. November 1980, Abgeordneter im Deutschen Bundestag. Er wurde stets im Wahlkreis Ennepe-Ruhr-Kreis direkt gewählt. Er war von 1972 bis 1974 Mitglied im Rechtsausschuss und seit 1973 Mitglied im Petitionsausschuss. Von Juni 1974 bis Juni 1975 war er im Finanzausschuss und anschließend bis Ende der siebten Wahlperiode im Ausschuss für Arbeit und Sozialordnung. In der achten Wahlperiode war er Mitglied im Haushaltsausschuss. In den Jahren 1980 bis 1986 bekleidete Augstein erneut das Amt des Stadtdirektors von Hattingen. Augstein hat als "Vater des modernen Hattingen" maßgeblich dazu beigetragen, dass die Altstadt von Hattingen nicht abgerissen, sondern saniert worden ist.